# Ляпишевы
Ляпишевы — дворянский род.
Потомство полковника Михаила Васильевича Ляпишева (1834—1914).

## Описание герба
В червлёном щите композиция из пяти золотых ржаных снопов. В серебряной главе щита горизонтально чёрный меч остриём вправо.
Щит увенчан дворянским коронованным шлемом. Нашлемник: три страусовых пера: среднее золотое, правое — червлёное, левое — чёрное. Намёт: справа червлёный с золотом, слева чёрный с серебром. Девиз: «С БОГОМ ВПЕРЕД» червлеными буквами на золотой ленте.